# Georg Lilienthal
Georg Lilienthal (* 9. Dezember 1948 in Darmstadt) ist ein deutscher Historiker mit dem Schwerpunkt auf Medizingeschichte und ist auf Euthanasie und Rassenhygiene spezialisiert. Er war bis 2014 Leiter der größten Euthanasie-Gedenkstätte Deutschlands, in  Hadamar.

## Leben und Wirken
Lilienthal wurde in Darmstadt geboren und studierte Geschichte, Germanistik und Byzantinistik an der Universität Mainz. 1976 schloss er sein Examen für das Lehramt an Gymnasien ab, arbeitete anschließend als Wissenschaftlicher Mitarbeiter und promovierte 1982 im Fach Geschichte zum Dr. phil., 1991 wurde er habilitiert und war zunächst von 1991 bis 1998 als Hochschuldozent in Mainz tätig, seit 1998 ist er Privatdozent. Von 1999 bis 2014 war er außerdem Leiter von Deutschlands größter Gedenkstätte für die Opfer der Euthanasie in Hadamar. Dort wird vor allem der mehr als 10.000 Opfer gedacht, aber auch umfassende Forschung mit den verbliebenen Akten und die Unterstützung von Angehörigen der Opfer betrieben.
Lilienthal forscht im Bereich der Euthanasie sowie der Rassenhygiene der Nationalsozialismus und hat umfangreiche Publikationen in der Fachliteratur vorgelegt. 
Lilienthal ist Mitglied im Verein Gegen Vergessen – Für Demokratie e.V.

## Veröffentlichungen (Auswahl)
- Rassenhygiene im Dritten Reich. Krise und Wende. In: Medizinhistorisches Journal. Band 14, 1979, S. 114–134.
- Die Entstehung der ersten Kinderkrankenhäuser in Deutschland und ihre Bedeutung für die Entwicklung der Kinderheilkunde. 1990.
- Der Lebensborn e.V. Ein Instrument nationalsozialistischer Rassenpolitik. Fischer-Taschenbuch-Verlag, Frankfurt am Main 1993.